# Chiến dịch Tây Bắc
Chiến dịch Tây Bắc (từ 14 tháng 10 đến 10 tháng 12 năm 1952) là chiến dịch tiến công của Quân đội Nhân dân Việt Nam (QĐNDVN) trên hướng Tây Bắc Việt Nam nhằm tiêu diệt sinh lực đối phương, giải phóng một bộ phận đất đai, làm thất bại ý đồ của thực dân Pháp lập "Xứ Thái tự trị".

## Hoàn cảnh
Năm 1952, tình hình nước Pháp rất rối ren. Chỉ trong tháng 2 và tháng 3 năm 1952, nội các Pháp đổ liên tiếp 3 lần. Tình hình chiến trường Đông Dương vẫn là vấn đề nan giải đối với Chính phủ lâm thời. Tờ tuần báo Hành động (L’Action) số ra ngày 2 tháng 4 năm 1952, ký giả Pháp Henri Clau viết: "Dư luận lên án Chính phủ Pháp đang theo đuổi cuộc chiến ở Đông Dương, nhân dân Pháp bất bình vì tình trạng bắt lính kéo dài".
Tại Đông Dương, tướng Raoul Salan được cử làm Tổng tư lệnh. Trên chiến trường Việt Nam, quân Pháp chủ trương thực hiện chiến lược phòng ngự, ráo riết bình định các vùng tạm chiếm. Tướng Salan nhiều lần điện về chính quốc xin viện trợ về lực lượng và tài chính nhưng không được chấp nhận vì ngân sách đã cạn.
Sau khi mở các chiến dịch ở đồng bằng Bắc Bộ năm 1951 không thành công, rút kinh nghiệm qua các chiến dịch tiến công của QĐNDVN kể từ sau Chiến dịch Biên giới, phân tích tình hình trên chiến trường, đánh giá khách quan hơn về tương quan lực lượng, Trung ương Đảng Lao động Việt Nam và Bộ Tổng Tư lệnh Quân đội Nhân dân Việt Nam đã nhận định phương hướng chiến lược có lợi lúc này là chiến trường rừng núi. Vì vậy, ngày 17 tháng 7 năm 1952, Trung ương Đảng quyết định thành lập khu Tây Bắc, gồm bốn tỉnh Lai Châu, Sơn La, Lào Cai, Yên Bái, rộng 44.300 km², dân số 44 vạn người. Đây là một vùng rừng núi trùng điệp, nhiều dãy núi cao hơn 1000 mét; giữ vị trí chiến lược quan trọng đối với Đông Dương. Tháng 9 năm 1952, Trung ương Đảng chủ trương: "Tránh chỗ mạnh, đánh chỗ yếu, tìm nơi sơ hở của địch mà đánh và hướng tiến công chiến dịch lên Tây Bắc."
Phương châm hoạt động là "đánh dài ngày, đánh liên tục, tiến từng bước chắc, đồng thời sẵn sàng nắm thời cơ thuận lợi để phát triển nhanh chóng. Về chiến thuật là vây điểm, diệt viện; phá điểm."

## Lực lượng tham gia chiến dịch

### Quân đội Nhân dân Việt Nam
Gồm các Đại đoàn 308, 312 và 316 (thiếu), Tiểu đoàn 910 (Trung đoàn 148), 6 đại đội sơn pháo 75mm, 3 đại đội súng cối 120mm, 1 trung đoàn công binh và 11 đại đội bộ đội địa phương, do Bộ Tổng tư lệnh tổ chức, chỉ huy. Tổng quân số của hai hướng lên tới 36.000 người.
Võ Nguyên Giáp làm Tư lệnh chiến dịch, Hoàng Văn Thái làm Tham mưu trưởng, Nguyễn Chí Thanh làm Chủ nhiệm chính trị, Trần Đăng Ninh làm Chủ nhiệm cung cấp hậu cần.
Công tác đảm bảo hậu cần, gạo ở hướng chính trong đợt 1 là 1.195 tấn cho bộ đội và 142 tấn cho dân công. Hướng phụ là 104 tấn cho bộ đội và 43 tấn cho dân công. Dân công đi theo bộ đội là 4.300 người; dân công vận chuyển khác là 27.750 người. Đợt 2 và 3 là 3.400 tấn (không kể số gạo dân công ăn trên dọc đường). Hai tỉnh Phú Thọ, Yên Bái huy động 450 chiếc thuyền, phà đưa 30.000 bộ đội, dân công cùng với binh khí kỹ thuật qua sông.
Tổng kết toàn Chiến dịch Tây Bắc, đã huy động 11.750 tấn gạo (tiêu thụ hết 9.890 tấn gạo, 164 tấn muối, 328 tấn thịt, 82 tấn thực phẩm khác), huy động 200.000 dân công (bằng bảy triệu ngày công). Lượng vật chất bảo đảm cho chiến dịch khoảng 9.000 tấn lương thực thực phẩm, 120 tấn vũ khí, đạn dược và dụng cụ thuốc men cần thiết để cứu chữa cho khoảng 5.000 thương binh.

### Liên hiệp Pháp
Gồm 8 tiểu đoàn, trong đó có năm tiểu đoàn người Thái và ba tiểu đoàn cơ động người Phi, ngoài ra còn có 43 đại đội bộ binh Thái làm nhiệm vụ chiếm đóng, bố trí thành 144 cứ điểm thuộc bốn phân khu: Lai Châu, Sông Đà, Nghĩa Lộ, Sơn La và 3 tiểu khu độc lập Thuận Châu, Phù Yên, Tuần Giáo;
Trong quá trình chiến dịch, được tăng viện thêm 9 tiểu đoàn bộ binh và dù Âu-Phi, 3 tiểu đoàn ngụy Thái, 1 tiểu đoàn biệt kích hỗn hợp, 1 tiểu đoàn pháo binh gồm 11 khẩu đại bác.
Công sự ở Nghĩa Lộ - Gia Hội, Cửa Nhì, Phong Thổ đã được cải tiến, có hầm ngầm, lô cốt xi-măng cốt thép. Còn các vị trí khác đều xây dựng theo kiểu cũ. Phần lớn, các vị trí đều đóng trên điểm cao, tiếp tế bằng máy bay, hàng ngày lính phải xuống chân núi lấy nước, vì vậy dễ bị bao vây khống chế. Việc tiếp tế và tiếp viện cho toàn khu và phân khu chủ yếu dựa vào không quân với khả năng tối đa 48 tấn một ngày và một tiểu đoàn dù. Việc tiếp tế giữa phân khu và cứ điểm chủ yếu bằng sức người và ngựa thồ.

## Diễn biến
Chiến dịch diễn ra 3 đợt:

### Đợt 1 (từ14đến23 tháng 10)
Sau thất bại của chiến dịch Lý Thường Kiệt hồi tháng 10 năm 1951, QĐNDVN vẫn không bỏ ý định chiếm Nghĩa Lộ bởi đây là nút chặn quan trọng trên đường tiếp tế vùng Tây Bắc. Thị trấn Nghĩa Lộ nằm giữa một thung lũng rộng lớn có đông đúc dân cư và có hai đại đội trấn giữ, chia ra làm đồn thượng trên ngọn đồi cao nhòm xuống thị trấn và đồn hạ-một đồn thấp nằm ngay trong thị trấn.
Ngày 4 tháng 10 năm 1952, sau khi nhận thấy những dấu hiệu hoạt động gia tăng của QĐNDVN trong vùng, bộ chỉ huy Pháp gửi một đơn vị quân Tabor đến Nghĩa Lộ để tăng cường.
Tối ngày 7 tháng 10 năm 1952, các đơn vị QĐNDVN vượt sông Hồng tiến vào Tây Bắc. Ngày 14, chiến dịch được mở màn hoàn toàn bất ngờ đối với Pháp. Lực lượng QĐNDVN tiến công phân khu Nghĩa Lộ, tiểu khu Phù Yên, tiêu diệt và bức rút hàng loạt cứ điểm (Ca Vịnh, Sài Lương, Pú Chạng, Nghĩa Lộ phố…), phá tan toàn bộ phòng tuyến vành ngoài của Pháp từ hữu ngạn Sông Thao đến tả ngạn Sông Đà, từ Vạn Yên đến Quỳnh Nhai.
Ngày 14 và 15 những đồn bót nhỏ về phía đông, ven sông Hồng phải rút về Nghĩa lộ vì áp lực gia tăng của QĐNDVN. Ngày 15 tháng 10, đồn Gia Hội ở cách 20 cây số về phía bắc Nghĩa Lộ báo tin là bị cô lập. Trong ngày, Thiếu tá Tirillon (Ti-ri-ông), chỉ huy phân khu Nghĩa Lộ đưa đại đội Tabor về phía Khâu Vác thăm dò lực lượng. Một đơn vị của Đại đoàn 312 đã tiêu diệt gọn đại đội này ở Nậm Mười.
Trước diễn biến quá nhanh, quân Pháp không kịp trở tay. Ngày 15 tháng 10, tướng Salan thảo gấp chỉ thị mật từ Sài Gòn gửi chuyển cho tướng De Linarès, Tư lệnh quân Pháp ở Bắc Bộ, trong đó chỉ rõ: "Nghĩa Lộ và Sơn La đang bị uy hiếp nặng nề… nhưng các yếu tố nắm được chưa cho phép chúng ta có chủ trương… Phải đợi cho Việt Minh lộ rõ ý định của họ"
Ngày 16 tháng 10, quân Pháp ở các vị trí Thượng Bằng La, Ba Khe và một loạt vị trí nhỏ xung quanh những cứ điểm bị diệt tự động bỏ đồn rút chạy. Tướng De Linarès cho thả một tiểu đoàn dù do thiếu tá Marcel Bigeard chỉ huy xuống đồn Tu Lệ, cách Gia Hội 10 cây số về phía tây tức là cách Nghĩa Lộ 30 cây số. Tu Lệ là một đồn nhỏ có một tiểu đội lính Thái trấn giữ nằm trên ngã ba đường, một đường xuống Nghĩa Lộ (đông nam), một đường về Sơn La (tây nam), một đường lên Than Uyên, Quỳnh Nhai (tây bắc).
Ngày 17, hai trung đoàn của Đại đoàn 308, lợi dụng sương mù, từ 9 giờ sáng, đã có mặt trên những quả đồi đối diện với Pú Chạng (Nghĩa Lộ đồi), có khoảng 300 quân Pháp đồn trú. Trung đoàn 88 chờ trời tối tiến vào vị trí Nghĩa Lộ Phố, ở cuối thị trấn do 400 lính chiếm giữ. Trung đoàn 36 đã bao vây đồn Cửa Nhì. 14 giờ 30 phút, súng cối 120mm của QĐNDVN bắn vào trận địa pháo 105mm ở Nghĩa Lộ Phố, tạo điều kiện cho các mũi xung kích của tiểu đoàn 102 tiếp cận cứ điểm Pú Chạng.
Máy bay Pháp đến bắn phá, yểm trợ. Ba tốp máy bay F8F Bearcat và một tốp B-26 Invader xuất hiện trên bầu trời, ném bom napalm và bom phá vào đội hình xuất phát xung phong, làm bị thương 34 cán bộ, chiến sĩ, trong đó có Trung đoàn phó Nguyễn Hùng Sinh. Phòng không Việt Nam bắn rơi hai máy bay. Xung kích QĐNDVN mở cửa đột phá, đại đội chủ công 267 lọt vào đồn, thọc sâu chia cắt quân Pháp. Sau ba giờ chiến đấu, QĐNDVN làm chủ cứ điểm Pú Chạng, bắt 177 lính, gồm cả Thiếu tá Tirillon chỉ huy phân khu. Trong lúc thu dọn chiến trường, máy bay Pháp lại ném bom xuống trận địa, Tiểu đoàn trưởng Vũ Phương hy sinh ngay dưới chân đồi.
Do chiếm lĩnh chậm, đến 3 giờ chiều ngày 17 tháng 10 năm 1952, trung đoàn 88 mới tiến công Nghĩa Lộ Phố. Tất cả hoả lực đại bác của đại đoàn 308 QĐNDVN đổ vào đồn Nghĩa Lộ, tiếp theo là bộ binh xung phong với súng không giật và mìn, băng-ga-lo phá hàng rào, phá tường đồn, sau cùng là các mũi xung kích tràn vào những lỗ hỏng đã phá được, rồi những trận giáp lá cà bằng dao găm, lưỡi lê cho đến lúc đại đội Pháp và Thái trấn giữ đồn thượng bị tiêu diệt hết. Đến nửa đêm, đồn hạ cũng bị tấn công theo chiến thuật đó. 9 giờ sáng ngày 18 tháng 10 QĐNDVN hoàn toàn chiếm được hai đồn bảo vệ Nghĩa Lộ, loại khỏi vòng chiến đấu 280 lính (diệt 45, bắt 235), thu 2 khẩu đại bác 105 ly, hàng nghìn viên đạn pháo.
Khi đó, Tổng chỉ huy Salan ở Sài Gòn vẫn chờ tướng De Linarès điện báo về, đêm 17 tháng 10 là "một đêm đầy lo âu, vì những tin tức hằng giờ bay vào Sài Gòn luôn mâu thuẫn nhau". Ngày 18 tháng 10, lo ngại của tướng Salan đã thành sự thật, khi tướng De Linarès bay từ Tây Bắc về Hà Nội báo cáo: "Thế là hết". Nhà báo Pháp Bernard Fall viết: "Từ trên máy bay, các phi công nhìn thấy rất rõ từng đoàn tù binh kéo đi, tay giơ quá đầu, lê bước giữa hai hàng lính Việt Minh".
Trên hướng thứ yếu, đêm 14 tháng 10, trung đoàn 98 tiến công tiêu diệt cứ điểm Nha Phù, và đêm 17 tháng 10, tiêu diệt sở chỉ huy tiểu khu Phù Yên ở Bản Mo. Quân Pháp ở Vạn Yên rút chạy sang hữu ngạn sông Đà.
Ở hướng phối hợp, phía nam Lai Châu, ngày 14 tháng 10, tiểu đoàn 910 trung đoàn 148 đánh đại đội 5 của tiểu đoàn Thái, chiếm Quỳnh Nhai. Ngày 23, tiểu đoàn 542 trung đoàn 165 diệt một đại đội của tiểu đoàn Tabor 17 ở Pắc Ná, số còn lại chạy sang bên kia sông Đà.
Tới ngày 23, Đại đoàn 312 có mặt trên sông Đà, chỉ sau 11 ngày đêm chiến đấu đã chiếm hữu ngạn sông Thao, tả ngạn sông Đà từ Vạn Yên đến Quỳnh Nhai, làm chủ đường 13 nối liền từ Yên Bái đến Nghĩa Lộ. Trước áp lực của Đại đoàn 312 ở hướng tây bắc, quân Pháp ở Gia Hội bỏ đồn rút về Tú Lệ, cùng với tiểu đoàn dù 6 chạy về phía sông Đà. Bộ chỉ huy chiến dịch điều trung đoàn 165 tiến công Tú Lệ và truy kích đến đèo Cao Phạ, diệt và bắt gần 400 lính.
Sau 10 ngày chiến đấu, QĐNDVN đã diệt 500 lính, bắt trên 1.000 lính, kiểm soát một vùng đất quan trọng từ hữu ngạn sông Hồng đến tả ngạn sông Đà, từ Vạn Yên đến Quỳnh Nhai, rộng 10.000 km². Ngày 23 tháng 10, Bộ chỉ huy chiến dịch quyết định kết thúc đợt 1 và di chuyển sở chỉ huy từ Khe Lóng về Gia Phù, gần Tạ Khoa, trên vùng đất vừa giải phóng.
Pháp tăng viện cho Tây Bắc 8 tiểu đoàn mới là hai tiểu đoàn dù (6e BPC, 1e BEP), hai tiểu đoàn lê dương (3/1 REI và 3/5 REI), hai tiểu đoàn Phi (31 RTM và 27 BMTS), hai tiểu đoàn Quốc gia Việt Nam (55e BVN và 58 BCL). Cộng với 8 tiểu đoàn còn lại, đưa quân số Pháp ở Tây Bắc lên 16 tiểu đoàn và 32 đại đội.

### Cuộc hành quân Lorraine
Pháp dồn quân về xây dựng tập đoàn cứ điểm Nà Sản ở Lai Châu, đồng thời mở cuộc hành quân Lorraine (Opération Lorraine) đánh lên Phú Thọ (28 tháng 10) nhằm kéo chủ lực QĐNDVN về đối phó. Ngày 5 tháng 11, Pháp huy động 13 tiểu đoàn bộ binh của các binh đoàn cơ động số 1, 2, 3, 4, 5 và ba tiểu đoàn dù, hai hải đoàn xung kích, bốn tiểu đoàn pháo binh, hai tiểu đoàn cơ giới, bảy đại đội công binh. QĐNDVN đã bố trí ở Phú Thọ trung đoàn 176, một tiểu đoàn của trung đoàn 246 cùng với bộ đội địa phương có nhiệm vụ ngăn chặn. Bộ chỉ huy quyết định điều thêm trung đoàn 36 về Phú Thọ tăng viện. Mục tiêu và kế hoạch đợt 2 chiến dịch vẫn không thay đổi.
Trong những ngày tiếp sau, các trung đoàn 36, 74 cùng lực lượng Việt Minh tại địa phương tấn công mạnh vào các vị trí của quân Pháp. Trong vòng 10 ngày, từ 5 đến 15 tháng 11 năm 1952, chỉ riêng bên tả ngạn sông Hồng đã có 34 vị trí từ một trung đội đến một đại đội Pháp bị tiêu diệt, 16 vị trí rút chạy và 29 vị trí bị bao vây. Sáng 14 tháng 11 năm 1952, QĐNDVN đánh vào Phát Diệm, bắn chìm 3 tàu và tiêu diệt 3 đại đội đồn trú.
Ngày 17 tháng 11 năm 1952, một đoàn xe của GM4 (Binh đoàn cơ động số 4) về tới Chân Mộng trên đường số 2 lọt vào trận địa phục kích, bị trung đoàn 36 tiêu diệt trên 400 lính, bắt sống 84, phá huỷ 44 xe cơ giới (có 17 xe thiết giáp), thu 1 xe tăng (xem Trận Chân Mộng-Trạm Thản ngày 17 tháng 11 năm 1952).
Trong gần một tháng, QĐNDVN ở Phú Thọ đã loại khỏi vòng chiến đấu 1.884 lính, trong đó bắt 173, có 100 lính Âu - Phi, phá huỷ 60 xe cơ giới, thu nhiều vũ khí. Quân Pháp tổn thất lớn và phải rút khỏi Việt Trì, kết thúc cuộc hành quân Lorraine khi chưa đạt được mục đích.

### Đợt 2 (từ17đến22 tháng 11)
Các đơn vị QĐNDVN vượt Sông Đà, tiến công hệ thống phòng ngự của Pháp trên cao nguyên Mộc Châu (xem Trận Mộc Châu, ngày 19 tháng 11 năm 1952), kết hợp vu hồi chiến dịch từ Quỳnh Nhai, chiếm Thuận Châu, Tuần Giáo, Điện Biên Phủ, buộc quân Pháp ở thị xã Sơn La rút chạy về Nà Sản.
Ngày 17 tháng 11, QĐNDVN vượt sông Đà, tiêu diệt vị trí Bản Hoa. Đêm tiếp theo tiêu diệt vị trí Ba Lay. Với hai trận đánh, Đại đoàn 312 tiêu diệt gọn tiểu đoàn 3 Ma-rốc và một đại đội quân Quốc gia Việt Nam. Ngày 18 tháng 12 tiêu diệt vị trí Hát Tiêu, Mường Lụm. Quân Pháp bỏ Tạ Khoa chạy về Còi Nòi. Đại đoàn 308 truy kích, quét sạch phòng tuyến quân Pháp trên bờ sông Đà. Ngày 19, đánh vào Mộc Châu, chiếm các lô cốt trận địa pháo. Quân Pháp ở Chiềng Pan, sông Con, Tạ Khoa vội vã rút chạy. Đường số 6 được khai thông, cánh cửa vào Tây Bắc với QĐNDVN được mở rộng.
Ngày 18 tháng 11, quân Pháp rút khỏi Sơn La, trung đoàn 165 tiếp quản Sơn La, truy quét bắt gần 500 lính và trên 100 nhân viên của chính quyền Quốc gia Việt Nam.
Trên hướng phối hợp, Ban chỉ huy mặt trận Y13 điều tiểu đoàn 910 và 542 bất ngờ tập kích Điện Biên Phủ. Quân Pháp tại đây bị bất ngờ, nhanh chóng tan rã. Lực lượng QĐNDVN tổ chức truy kích, bắt 726 lính, hầu hết thuộc tiểu đoàn Lào (58 BCL), thu 600 súng các loại.
Tại Tu Lệ, thiếu tá Bigeard được tin Nghĩa Lộ mất, nhận lệnh của Raoul Salan phải cùng với  số tất cả các đồn xung quanh tức khắc rút lui về phía Nà Sản, là một đồn ở trên đường tỉnh lộ số 41 từ Hoà Bình lên Lai Châu và cách Sơn La 10 km về phía đông nam. Nà Sản có một sân bay lớn, máy bay Dakota có thể đáp xuống được. Ngày 21 tháng 10 năm 1952, sau một đêm cầm cự chống cuộc tấn công của QĐNDVN, Bigeard cùng các lính các đồn xung quanh tụ tập tại Tu Lệ, triệt thoái khỏi đồn. Một giờ trưa bắt đầu cuộc hành trình trực chỉ hướng tây.
3 giờ sáng ngày 22 tháng 10, tiểu đoàn quân Bigeard tới đồn Mường Chèn là một đồn nhỏ ở giữa một lòng chảo cách Tu Lệ 25 km, có một trung đội phụ lực người Thái dưới quyền thượng sĩ Peyrol trấn giữ. QĐNDVN suốt ngày đuổi theo đánh bọc hậu làm thiệt hại nhiều, nay vẫn bám sát và ẩn nấp trên những ngọn núi xung quanh. Lính của Bigeard đã kiệt sức, hết cả lương thực và đạn dược, phải dừng chân ở Mường Chèn để nghỉ, lấy lại sức và chờ máy bay thả dù tiếp tế xuống. Nửa đêm hôm đó, nhờ đóng quân ở ngoài đồn và nhờ lúc QĐNDVN đánh đồn Mường Chèn, Bigeard vội chuyển quân đi thoát.
Ngày 22 tháng 10, hồi 9 giờ sáng, quân Bigeard tới được đồn Bản Y Tông, cách Mường Chèn 25 km. Tại đây Bigeard gặp được đoàn quân từ Nà Sản cùng tiểu đoàn 56 Quốc gia Việt Nam đến tiếp đón nên Bigeard an toàn rút về đến đồn Tà Bú rồi từ đó được xe cam-nhông đưa về Sơn La, Nà Sản, rồi đáp máy bay về Hà Nội.

### Đợt 3 (từ30 tháng 11đến10 tháng 12)

#### Trận Nà Sản
Sau khi thất bại ở Nghĩa Lộ, Salan quyết định tăng cường Nà Sản để chống trả với Việt Minh trong vùng tây bắc và cũng để bảo vệ lãnh thổ người Thái từ lâu đã có những liên lạc trung thành với Pháp mà Pháp không muốn rời bỏ.
Nà Sản là tên một làng Thái ở giữa một thung lũng dài 5 km, rộng 2 km, xung quanh có núi đồi cao bao bọc, cách Hà Nội 190 cây số theo  đường chim bay và cách khoảng 40 phút bằng máy bay. Dân cư thưa thớt, toàn người Thái sống về nghề làm rẫy. Giữa lòng chảo có một phi đạo dài một 1 km dùng cho máy bay hai động cơ Dakota lên xuống được. Nà Sản cũng nằm trên tỉnh lộ số 41 nối liền Lai Châu, Điện Biên qua Sơn La, Mộc Châu xuống Thanh Hóa hoặc sang Hoà Bình về Hà Nội, vì vậy vị trí Nà Sản quan trọng trong việc tiếp tế bằng đường bộ cho khu vực Thái và trấn giữ vùng Thượng Lào.
Đầu tháng 11 năm 1952, một cầu không vận ngày đêm hoạt động, chuyên chở các đồ tiếp tế: đạn dược, lương thực, xe ủi đất, hàng ngàn tấn dây kẽm gai và lừa ngựa từ Hà Nội lên Nà Sản (lừa ngựa để chuyên chở nước uống và tiếp tế lương thực đạn dược cho các đồn điểm tựa đóng trên núi). Hai đại đội công binh và hàng ngàn phu phen phục dịch gấp rút xây đắp các đường hầm giao thông và trú ẩn, xây cất 30 điểm tựa xung quanh lòng chảo, trên những ngọn đồi núi, để bảo vệ phi trường Nà Sản. Đại tá Jean Gilles chỉ huy 8 tiểu đoàn và 4 khẩu trọng pháo 105 ly, có nhiệm vụ bảo vệ Nà Sản.
QĐNDVN tiếp tục tiến công quân Pháp ở Nà Sản. Bộ chỉ huy chiến dịch quyết định triển khai đợt 3, Nà Sản là mục tiêu, nhưng quân Pháp thả dù thêm cho Nà Sản 2 tiểu đoàn. Cứ điểm này trở thành một cứ điểm kiên cố nằm trong cấu trúc chặt chẽ của một tập đoàn cứ điểm.
Đêm 30 tháng 11 rạng ngày 1 tháng 12, QĐNDVN ồ ạt tấn công vào các điểm tựa phía đông bắc. Trung đoàn 102 cùng trung đoàn 88 của Đại đoàn 308 tiến công Pú Hồng (điểm cao 753). Sau 1 giờ 45 phút chiến đấu, QĐNDVN chiếm được điểm tựa số 24 do trung úy Pipart phụ trách với một đại đội lính Thái và lính Maroc, diệt bốn trung đội của GM1 đóng tại đây, bắt sống viên quan ba chỉ huy. Cùng đêm, tiểu đoàn 115 của trung đoàn 165 Đại đoàn 312 tiến công vị trí Bản Hời. Sau hơn một giờ chiến đấu, QĐNDVN diệt một đại đội địch. Tới gần sáng, nhờ trọng pháo và không quân yểm trợ, Gilles phản công với những đơn vị dự trữ, QĐNDVN rút lui, Gilles lấy lại được đồn. Không lâu sau trận này, ngày 23 tháng 12 năm 1952, Gilles được phong Chuẩn tướng (général de brigade)
Đêm hôm sau, 11 tiểu đoàn QĐNDVN ồ ạt tấn công vào hai đồn chính bảo vệ Nà Sản. Từ 9 giờ đêm đến 7 giờ sáng, nhờ thời tiết tốt nên máy bay Pháp thả pháo sáng khắp trận địa, liên tiếp ném bom và bắn pháo liên thanh xuống vị trí QĐNDVN, đồng thời các giàn đại bác nhả đạn xung quanh đồn, ở trong đồn thì lính cố sức cầm cự, QĐNDVN thiệt hại nhiều mà không chiếm được đồn. Trung đoàn 209 đánh Bản Vây cũng không kết quả. Trời sáng, Pháp dùng máy bay oanh tạc và bắn trên 5.000 quả đạn pháo để cứu nguy cho các cứ điểm. Đến sáng, QĐNDVN rút lui.
Ngày 2 tháng 12, không quân Pháp thả dù tăng cường thêm cho Nà Sản hai tiểu đoàn, quyết giữ tập đoàn cứ điểm này. Những ngày sau, QĐNDVN biết là vấp phải sức kháng cự mạnh mẽ, nếu tiếp tục tấn công thì bất lợi. Trước những khó khăn mới nảy sinh, Bộ chỉ huy chiến dịch quyết định kết thúc chiến dịch Tây Bắc, QĐNDVN rút lui khỏi Nà Sản không trở lại nữa.

#### Các hướng khác
Trong khi Raoul Salan tăng cường phòng thủ Nà Sản đề phòng QĐNDVN kéo quân tới tấn công địa điểm đó, thì đêm hôm 17 tháng 11, Mộc Châu bị thất thủ.
Mộc Châu là một thị trấn ở cách Nà Sản 80 km về phía Nam, nằm trên đường tỉnh số 41 từ Hoà Bình lên Sơn La, Lai Châu, trấn giữ con đường qua Xiêng Khoảng xâm nhập xứ Lào. Mộc Châu có một tiểu đoàn Maroc với quân phụ lực người Thái. Đêm 17 rạng ngày 18 tháng 11, đồn Mộc Châu bị chiếm sau nhiều đợt tấn công của QĐNDVN, quân Pháp bỏ đồn rút qua rừng về phía Sầm Nưa.
Ngày 30 tháng 11, đồn Điện Biên Phủ cũng bị thất thủ. Điện Biên Phủ là một thị trấn thuộc Quân khu 4 mà Bộ chỉ huy đóng ở Lai Châu, nằm gần biên giới Lào cách Lai Châu độ 90 km đường chim bay về phía tây nam và cách Sơn La cũng chừng ấy về phía tây, cách Hà Nội khoảng 300 km. Điện Biên Phủ nằm giữa một thung lũng lòng chảo dài 15 km, rộng 6 km, có một phi đạo máy bay Dakota có thể lên xuống được. Điện Biên Phủ có chừng 300 lính Thái đặt dưới quyền một viên tri châu người Mường Đèo Văn Ban, và một tiểu đoàn lính Senegal dưới quyền thiếu tá Durand. Tiểu đoàn Senegal này vừa bị tiêu diệt trong một cuộc chạm súng với QĐNDVN gần Lai Châu.
Ngày 25 tháng 11, tiểu đoàn Lào do thiếu tá Sicard chỉ huy được gửi đến tăng cường. Ngày 29, QĐNDVN tấn công, tiểu đoàn Lào và lính Thái bỏ chạy về phía Mường Khoa (Lào), Điện Biên Phủ bị QĐNDVN chiếm trọn.
Đứng trước hai thất bại, Mộc Châu và Điện Biên Phủ, bộ chỉ huy Pháp lo ngại QĐNDVN tấn công vào Lào, một mặt mở những cuộc hành quân phát xuất từ Nà Sản để đánh phá QĐNDVN trong việc tiếp tế và tập kích hậu quân của QĐNDVN, một mặt tăng cường Sầm Nưa là một thị trấn Lào gần Mộc Châu và Điện Biên Phủ nhất. Mặt khác vì nhu cầu nhân sự, bộ chỉ huy Pháp giao nhiều trách nhiệm cho Quân đội Quốc gia Việt Nam trong vùng đồng bằng, mở các cuộc hành quân vào căn cứ Việt Minh trong vùng Quy Nhơn để bớt áp lực cho Pleiku và tổ chức các đoàn biệt kích người Mông để phá rối QĐNDVN trong vùng Thượng Lào.

## Kết quả
Bernard Fall đã viết về tình hình chiến dịch như sau: "Các sư đoàn Việt Minh ngay trước mắt người Pháp đang làm chủ trên không, đã vượt quá 180 dặm trong 6 tuần liền mà chẳng phải dùng đến một con đường bay một xe cơ giới nào... Đến ngày 10 tháng 12, người Pháp mới rút lui tương đối an toàn về sau Phòng tuyến Tassigny ở phía bắc Hà Nội nhưng cũng phải thiệt hại khá nặng về cả người và trang bị".
Ngày 10 tháng 12 năm 1952, Hội nghị sơ kết chiến dịch phía Việt Nam Dân chủ Cộng hòa nhận định: "Chiến dịch Thu Đông 1952 đã thành công vượt mức dự kiến." Hướng Tây Bắc, QĐNDVN đã tiêu diệt và bắt 6.029 quân Pháp và chư hầu; ngoài ra còn thu được thắng lợi quan trọng ở Phú Thọ, tiêu diệt 1.711, bắt 173. Toàn chiến dịch, QĐNDVN đã xóa bỏ và chiếm 85 vị trí, thu 3.785 súng các loại, 65 khẩu súng cối (60 và 81mm), 11 khẩu pháo 105mm, 98 máy vô tuyến điện, 7 xe jeep 1459 dù, bắn rơi 6 máy bay, mở rộng kiểm soát thêm 28.000 km² với 250.000 dân trong đó có thị xã Sơn La và toàn tỉnh Sơn La (trừ Nà Sản). Ở đồng bằng Liên khu 3, tiêu diệt 12 vị trí cỡ đại đội, diệt 4.031 quân Pháp và chư hầu, bắt 1.746 lính và mở rộng nhiều khu căn cứ ở tả ngạn và hữu ngạn sông Hồng, nối liền vùng kiểm soát Tây Bắc với căn cứ địa Việt Bắc và Thượng Lào, giữ vững thế chủ động tiến công, làm thất bại âm mưu mở rộng chiếm đóng của Pháp.
Tuy còn những hạn chế, nhưng chiến dịch này vẫn giành được thắng lợi lớn. Vì vậy, ngày 29 tháng 1 năm 1953, trong hội nghị tổng kết Chiến dịch Tây Bắc, Chủ tịch Hồ Chí Minh khen ngợi: "Trung ương Đảng, Chính phủ và Bác bằng lòng các chú, lần này chưa phải hoàn toàn, nhưng hơn mọi lần trước"
Về ý nghĩa Chiến dịch Tây Bắc, ngày 10 tháng 12 năm 1952, thay mặt Đảng ủy và Bộ chỉ huy chiến dịch, Đại tướng Võ Nguyên Giáp, Tổng Tư lệnh kiêm Chỉ huy trưởng chiến dịch đánh giá: "Thu đông 1952 là thu đông chiến thắng Tây Bắc. Nếu nhìn rộng ra toàn chiến trường Bắc Bộ thì đó là thắng lợi lớn của ta trên con đường tiếp tục giành thế chủ động... Thắng lợi đó đã rèn luyện nhiều cho bộ đội ta về kỹ thuật, củng cố và mở rộng căn cứ địa Việt Bắc, củng cố và mở rộng khối đoàn kết toàn dân, tăng cường lực lượng kháng chiến của nhân dân, nâng cao lòng tin tưởng của toàn Đảng, toàn quân, toàn dân đối với Đảng và Hồ Chủ tịch…"